# Qualificazioni alla Coppa d'Asia 2023
Questa voce raccoglie un approfondimento sui risultati degli incontri e sulle classifiche per l'accesso alla fase finale della Coppa d'Asia 2023.

## Primo turno
Gli accoppiamenti del primo turno sono stati sorteggiati il 17 aprile 2019 a Kuala Lumpur. L'andata è stata giocata il 6 e 7 giugno, il ritorno l'11 giugno 2019.
| Squadra 1 | Totale | Squadra 2  | Andata | Ritorno |
| --------- | ------ | ---------- | ------ | ------- |
| Mongolia  | 3 - 2  | Brunei     | 2 - 0  | 1 - 2   |
| Macao     | 1 - 3  | Sri Lanka  | 1 - 0  | 0 - 3   |
| Laos      | 1 - 2  | Bangladesh | 1 - 1  | 0 - 1   |
| Malaysia  | 12 - 5 | Timor Est  | 9 - 2  | 3 - 3   |
| Cambogia  | 4 - 3  | Pakistan   | 2 - 1  | 2 - 2   |
| Bhutan    | 4 - 5  | Guam       | 1 - 0  | 3 - 5   |

## Secondo turno
Il sorteggio del secondo turno si è svolto il 17 luglio 2019 a Kuala Lumpur. Le prime classificate e le migliori 5 seconde passano alla terza fase e si qualificano alla Coppa d'Asia 2023. Le partite di qualificazione di questo turno hanno subito una pausa forzata (a partire dal 19 novembre 2019) a causa dello stravolgimento dei calendari causato dalla pandemia di COVID-19.
Il 20 febbraio 2021, perdurante lo stato di emergenza sanitaria, AFC e FIFA, preso atto "delle restrizioni ai viaggi e le disposizioni in vigore per la quarantena adottate in tutto il continente a causa della pandemia di Covid-19 e dopo un processo di approfondite consultazioni con le federazioni asiatiche affiliate", si sono accordate nel rinviare ulteriormente le gare di qualificazione previste per marzo e aprile al mese di giugno. Le partite di ogni girone sono state giocate in un'unica sede, scelta dall'AFC.
| Fascia 1 | Fascia 2 | Fascia 3 | Fascia 4 | Fascia 5 |
| --- | --- | --- | --- | --- |
| - Iran (20) - Giappone (28) - Corea del Sud (37) - Australia (43) - Qatar (55) - Emirati Arabi Uniti (67) - Arabia Saudita (69) - Cina (73) | - Iraq (77) - Uzbekistan (82) - Siria (85) - Oman (86) - Libano (86) - Kirghizistan (95) - Vietnam (96) - Giordania (98) | - Palestina (100) - India (101) - Bahrein (110) - Thailandia (116) - Tagikistan (120) - Corea del Nord (122) - Taipei cinese (125) - Filippine (126) | - Turkmenistan (135) - Birmania (138) - Hong Kong (141) - Yemen (144) - Afghanistan (149) - Maldive (151) - Kuwait (156) - Malaysia (159) | - Indonesia (160) - Singapore (162) - Nepal (165) - Cambogia (169) - Bangladesh (183) - Mongolia (187) - Guam (190) - Sri Lanka (201) |

     Qualificata al terzo turno delle qualificazioni del campionato mondiale di calcio 2022 e alla Coppa d'Asia come prima classificata o come una delle cinque migliori seconde.
     Avanza al terzo turno di qualificazione della Coppa d'Asia come una delle tre peggiori seconde classificate, terza classificata, quarta classificata o una delle tre migliori quinte classificate.
     Avanza ai playoff di qualificazione della Coppa d'Asia.
     Ritirata durante le qualificazioni.

### Girone A
| Squadra   | P.ti | G | V | P | S | GF | GS | DR  |
| --------- | ---- | - | - | - | - | -- | -- | --- |
| Siria     | 21   | 8 | 7 | 0 | 1 | 22 | 7  | +15 |
| Cina      | 19   | 8 | 6 | 1 | 1 | 30 | 3  | +27 |
| Filippine | 11   | 8 | 3 | 2 | 3 | 12 | 11 | +1  |
| Maldive   | 7    | 8 | 2 | 1 | 5 | 7  | 20 | -13 |
| Guam      | 0    | 8 | 0 | 0 | 8 | 2  | 32 | -30 |

| Squadra   | Cina (bandiera) | Siria (bandiera) | Filippine (bandiera) | Maldive (bandiera) | Guam (bandiera) |
| --------- | --------------- | ---------------- | -------------------- | ------------------ | --------------- |
| Cina      |                 | 3 - 1            | 2 - 2                | 5 - 1              | 8 - 1           |
| Siria     | 2 - 1           |                  | 1 - 0                | 2 - 1              | 4 - 1           |
| Filippine | 0 - 0           | 3 - 5            |                      | 1 - 1              | 3 - 1           |
| Maldive   | 1 - 5           | 1 - 4            | 2 - 2                |                    | 3 - 1           |
| Guam      | 2 - 7           | 1 - 3            | 2 - 4                | 1 - 1              |                 |

### Girone B
| Squadra       | P.ti | G | V | P | S | GF | GS | DR  |
| ------------- | ---- | - | - | - | - | -- | -- | --- |
| Australia     | 24   | 8 | 8 | 0 | 0 | 28 | 2  | +26 |
| Kuwait        | 14   | 8 | 4 | 2 | 2 | 19 | 7  | +12 |
| Giordania     | 14   | 8 | 4 | 2 | 2 | 13 | 3  | +10 |
| Nepal         | 6    | 8 | 2 | 0 | 6 | 4  | 22 | -18 |
| Taipei cinese | 0    | 8 | 0 | 0 | 8 | 4  | 34 | -30 |

| Squadra       | Australia (bandiera) | Giordania (bandiera) | Taipei cinese (bandiera) | Kuwait (bandiera) | Nepal (bandiera) |
| ------------- | -------------------- | -------------------- | ------------------------ | ----------------- | ---------------- |
| Australia     |                      | 1 - 0                | 5 - 1                    | 3 - 0             | 5 - 0            |
| Giordania     | 0 - 1                |                      | 5 - 0                    | 0 - 0             | 3 - 0            |
| Taipei cinese | 1 - 7                | 1 - 2                |                          | 1 - 2             | 0 - 2            |
| Kuwait        | 0 - 3                | 0 - 0                | 9 - 0                    |                   | 7 - 0            |
| Nepal         | 0 - 3                | 0 - 3                | 2 - 0                    | 0 - 1             |                  |

### Girone C
| Squadra   | P.ti | G | V | P | S | GF | GS | DR  |
| --------- | ---- | - | - | - | - | -- | -- | --- |
| Iran      | 18   | 8 | 6 | 0 | 2 | 34 | 4  | +30 |
| Iraq      | 17   | 8 | 5 | 2 | 1 | 14 | 4  | +10 |
| Bahrein   | 15   | 8 | 4 | 3 | 1 | 15 | 4  | +11 |
| Hong Kong | 5    | 8 | 1 | 2 | 5 | 4  | 13 | -9  |
| Cambogia  | 1    | 8 | 0 | 1 | 7 | 2  | 44 | -42 |

| Squadra   | Iran (bandiera) | Iraq (bandiera) | Bahrein (bandiera) | Hong Kong (bandiera) | Cambogia (bandiera) |
| --------- | --------------- | --------------- | ------------------ | -------------------- | ------------------- |
| Iran      |                 | 1 - 0           | 3 - 0              | 3 - 1                | 14 - 0              |
| Iraq      | 2 - 1           |                 | 0 - 0              | 2 - 0                | 4 - 1               |
| Bahrein   | 1 - 0           | 1 - 1           |                    | 4 - 0                | 8 - 0               |
| Hong Kong | 0 - 2           | 0 - 1           | 0 - 0              |                      | 2 - 0               |
| Cambogia  | 0 - 10          | 0 - 4           | 0 - 1              | 1 - 1                |                     |

### Girone D
| Squadra        | P.ti | G | V | P | S | GF | GS | DR  |
| -------------- | ---- | - | - | - | - | -- | -- | --- |
| Arabia Saudita | 20   | 8 | 6 | 2 | 0 | 22 | 4  | +18 |
| Uzbekistan     | 15   | 8 | 5 | 0 | 3 | 18 | 9  | +9  |
| Palestina      | 10   | 8 | 3 | 1 | 4 | 10 | 10 | 0   |
| Singapore      | 7    | 8 | 2 | 1 | 5 | 7  | 22 | -15 |
| Yemen          | 5    | 8 | 1 | 2 | 5 | 6  | 18 | -12 |

| Squadra        | Arabia Saudita (bandiera) | Uzbekistan (bandiera) | Palestina (bandiera) | Yemen (bandiera) | Singapore (bandiera) |
| -------------- | ------------------------- | --------------------- | -------------------- | ---------------- | -------------------- |
| Arabia Saudita |                           | 3 - 0                 | 5 - 0                | 3 - 0            | 3 - 0                |
| Uzbekistan     | 2 - 3                     |                       | 2 - 0                | 5 - 0            | 5 - 0                |
| Palestina      | 0 - 0                     | 2 - 0                 |                      | 3 - 0            | 4 - 0                |
| Yemen          | 2 - 2                     | 0 - 1                 | 1 - 0                |                  | 1 - 2                |
| Singapore      | 0 - 3                     | 1 - 3                 | 2 - 1                | 2 - 2            |                      |

### Girone E
| Squadra     | P.ti | G | V | P | S | GF | GS | DR  |
| ----------- | ---- | - | - | - | - | -- | -- | --- |
| Qatar       | 22   | 8 | 7 | 1 | 0 | 18 | 1  | +17 |
| Oman        | 18   | 8 | 6 | 0 | 2 | 16 | 6  | +10 |
| India       | 7    | 8 | 1 | 4 | 3 | 6  | 7  | -1  |
| Afghanistan | 6    | 8 | 1 | 3 | 4 | 5  | 15 | -10 |
| Bangladesh  | 2    | 8 | 0 | 2 | 6 | 3  | 19 | -16 |

| Squadra     | Bangladesh (bandiera) | Oman (bandiera) | India (bandiera) | Afghanistan (bandiera) | Qatar (bandiera) |
| ----------- | --------------------- | --------------- | ---------------- | ---------------------- | ---------------- |
| Bangladesh  |                       | 0 - 3           | 0 - 2            | 1 - 1                  | 0 - 2            |
| Oman        | 4 - 1                 |                 | 1 - 0            | 3 - 0                  | 0 - 1            |
| India       | 1 - 1                 | 1 - 2           |                  | 1 - 1                  | 0 - 1            |
| Afghanistan | 1 - 0                 | 1 - 2           | 1 - 1            |                        | 0 - 1            |
| Qatar       | 5 - 0                 | 2 - 1           | 0 - 0            | 6 - 0                  |                  |

### Girone F
| Squadra      | P.ti | G | V | P | S | GF | GS | DR  |
| ------------ | ---- | - | - | - | - | -- | -- | --- |
| Giappone     | 24   | 8 | 8 | 0 | 0 | 46 | 2  | +44 |
| Tagikistan   | 13   | 8 | 4 | 1 | 3 | 14 | 12 | +2  |
| Kirghizistan | 10   | 8 | 3 | 1 | 4 | 19 | 12 | +7  |
| Mongolia     | 6    | 8 | 2 | 0 | 6 | 3  | 27 | -24 |
| Birmania     | 6    | 8 | 2 | 0 | 6 | 6  | 35 | -29 |

| Squadra      | Giappone (bandiera) | Kirghizistan (bandiera) | Tagikistan (bandiera) | Birmania (bandiera) | Mongolia (bandiera) |
| ------------ | ------------------- | ----------------------- | --------------------- | ------------------- | ------------------- |
| Giappone     |                     | 5 - 1                   | 4 - 1                 | 10 - 0              | 6 - 0               |
| Kirghizistan | 0 - 2               |                         | 1 - 1                 | 7 - 0               | 0 - 1               |
| Tagikistan   | 0 - 3               | 1 - 0                   |                       | 4 - 0               | 3 - 0               |
| Birmania     | 0 - 2               | 1 - 8                   | 4 - 3                 |                     | 1 - 0               |
| Mongolia     | 0 - 14              | 1 - 2                   | 0 - 1                 | 1 - 0               |                     |

### Girone G
| Squadra             | P.ti | G | V | P | S | GF | GS | DR  |
| ------------------- | ---- | - | - | - | - | -- | -- | --- |
| Emirati Arabi Uniti | 18   | 8 | 6 | 0 | 2 | 23 | 7  | +16 |
| Vietnam             | 17   | 8 | 5 | 2 | 1 | 13 | 5  | +8  |
| Malaysia            | 12   | 8 | 4 | 0 | 4 | 10 | 12 | -2  |
| Thailandia          | 9    | 8 | 2 | 3 | 3 | 9  | 9  | 0   |
| Indonesia           | 1    | 8 | 0 | 1 | 7 | 5  | 27 | -22 |

| Squadra             | Emirati Arabi Uniti (bandiera) | Vietnam (bandiera) | Thailandia (bandiera) | Malaysia (bandiera) | Indonesia (bandiera) |
| ------------------- | ------------------------------ | ------------------ | --------------------- | ------------------- | -------------------- |
| Emirati Arabi Uniti |                                | 3 - 2              | 3 - 1                 | 4 - 0               | 5 - 0                |
| Vietnam             | 1 - 0                          |                    | 0 - 0                 | 1 - 0               | 4 - 0                |
| Thailandia          | 2 - 1                          | 0 - 0              |                       | 0 - 1               | 2 - 2                |
| Malaysia            | 1 - 2                          | 1 - 2              | 2 - 1                 |                     | 2 - 0                |
| Indonesia           | 0 - 5                          | 1 - 3              | 0 - 3                 | 2 - 3               |                      |

### Girone H
| Squadra        | P.ti | G | V | P | S | GF | GS | DR  |
| -------------- | ---- | - | - | - | - | -- | -- | --- |
| Corea del Sud  | 16   | 6 | 5 | 1 | 0 | 22 | 1  | +21 |
| Libano         | 10   | 6 | 3 | 1 | 2 | 11 | 8  | +3  |
| Turkmenistan   | 9    | 6 | 3 | 0 | 3 | 8  | 11 | -3  |
| Sri Lanka      | 0    | 6 | 0 | 0 | 6 | 2  | 23 | -21 |
| Corea del Nord | -    | - | - | - | - | -  | -  | -   |

| Squadra        | Corea del Sud (bandiera) | Libano (bandiera) | Corea del Nord (bandiera) | Turkmenistan (bandiera) | Sri Lanka (bandiera) |
| -------------- | ------------------------ | ----------------- | ------------------------- | ----------------------- | -------------------- |
| Corea del Sud  |                          | 2 - 1             | canc.                     | 5 - 0                   | 8 - 0                |
| Libano         | 0 - 0                    |                   | 0 - 0*                    | 2 - 1                   | 3 - 2                |
| Corea del Nord | 0 - 0*                   | 2 - 0*            |                           | canc.                   | canc.                |
| Turkmenistan   | 0 - 2                    | 3 - 2             | 3 - 1*                    |                         | 2 - 0                |
| Sri Lanka      | 0 - 5                    | 0 - 3             | 0 - 1*                    | 0 - 2                   |                      |

- annullata

## Playoff
| Squadra 1 | Totale | Squadra 2     | Andata | Ritorno |
| --------- | ------ | ------------- | ------ | ------- |
| Guam      | 1 - 3  | Cambogia      | 0 - 1  | 1 - 2   |
| Indonesia | 5 - 1  | Taipei cinese | 2 - 1  | 3 - 0   |

## Terzo turno
Il sorteggio per il terzo turno si è tenuto il 24 febbraio 2022. Le 24 nazioni sono state divise in sei gruppi ciascuno di quattro squadre. Le prime classificate di ciascun gruppo e le cinque migliori seconde si qualificano per la Coppa d'Asia 2023.

### Girone A
| Squadra   | P.ti | G | V | P | S | GF | GS | DR  |
| --------- | ---- | - | - | - | - | -- | -- | --- |
| Giordania | 9    | 3 | 3 | 0 | 0 | 6  | 0  | +6  |
| Indonesia | 6    | 3 | 2 | 0 | 1 | 9  | 2  | +7  |
| Kuwait    | 3    | 3 | 1 | 0 | 2 | 5  | 6  | -1  |
| Nepal     | 0    | 3 | 0 | 0 | 3 | 1  | 13 | -12 |

| Squadra   | Giordania (bandiera) | Indonesia (bandiera) | Kuwait (bandiera) | Nepal (bandiera) |
| --------- | -------------------- | -------------------- | ----------------- | ---------------- |
| Giordania | —                    | —                    | 3 - 0             | 2 - 0            |
| Indonesia | 0 - 1                | —                    | —                 | 7 - 0            |
| Kuwait    | —                    | 1 - 2                | —                 | —                |
| Nepal     | —                    | —                    | 1 - 4             | —                |

### Girone B
| Squadra   | P.ti | G | V | P | S | GF | GS | DR  |
| --------- | ---- | - | - | - | - | -- | -- | --- |
| Palestina | 9    | 3 | 3 | 0 | 0 | 10 | 0  | +10 |
| Filippine | 4    | 3 | 1 | 1 | 1 | 1  | 4  | -3  |
| Mongolia  | 3    | 3 | 1 | 0 | 2 | 2  | 2  | 0   |
| Yemen     | 1    | 3 | 0 | 1 | 2 | 0  | 7  | -7  |

| Squadra   | Palestina (bandiera) | Filippine (bandiera) | Mongolia (bandiera) | Yemen (bandiera) |
| --------- | -------------------- | -------------------- | ------------------- | ---------------- |
| Palestina | —                    | 4 - 0                | 1 - 0               | —                |
| Filippine | —                    | —                    | —                   | 0 - 0            |
| Mongolia  | —                    | 0 - 1                | —                   | —                |
| Yemen     | 0 - 5                | —                    | 0 - 2               | —                |

### Girone C
| Squadra    | P.ti | G | V | P | S | GF | GS | DR |
| ---------- | ---- | - | - | - | - | -- | -- | -- |
| Uzbekistan | 9    | 3 | 3 | 0 | 0 | 9  | 0  | +9 |
| Thailandia | 6    | 3 | 2 | 0 | 1 | 5  | 2  | +3 |
| Maldive    | 3    | 3 | 1 | 0 | 2 | 1  | 7  | -6 |
| Sri Lanka  | 0    | 3 | 0 | 0 | 3 | 0  | 6  | -6 |

| Squadra    | Uzbekistan (bandiera) | Thailandia (bandiera) | Maldive (bandiera) | Sri Lanka (bandiera) |
| ---------- | --------------------- | --------------------- | ------------------ | -------------------- |
| Uzbekistan | —                     | 2 - 0                 | —                  | 3 - 0                |
| Thailandia | —                     | —                     | 3 - 0              | —                    |
| Maldive    | 0 - 4                 | —                     | —                  | 1 - 0                |
| Sri Lanka  | —                     | 0 - 2                 | —                  | —                    |

### Girone D
| Squadra     | P.ti | G | V | P | S | GF | GS | DR |
| ----------- | ---- | - | - | - | - | -- | -- | -- |
| India       | 9    | 3 | 3 | 0 | 0 | 8  | 1  | +7 |
| Hong Kong   | 6    | 3 | 2 | 0 | 1 | 5  | 5  | 0  |
| Afghanistan | 1    | 3 | 0 | 1 | 2 | 4  | 6  | -2 |
| Cambogia    | 1    | 3 | 0 | 1 | 2 | 2  | 7  | -5 |

| Squadra     | India (bandiera) | Hong Kong (bandiera) | Afghanistan (bandiera) | Cambogia (bandiera) |
| ----------- | ---------------- | -------------------- | ---------------------- | ------------------- |
| India       | —                | 4 - 0                | —                      | 2 - 0               |
| Hong Kong   | —                | —                    | 2 - 1                  | —                   |
| Afghanistan | 1 - 2            | —                    | —                      | 2 - 2               |
| Cambogia    | —                | 0 - 3                | —                      | —                   |

### Girone E
| Squadra      | P.ti | G | V | P | S | GF | GS | DR |
| ------------ | ---- | - | - | - | - | -- | -- | -- |
| Bahrein      | 9    | 3 | 3 | 0 | 0 | 5  | 1  | +4 |
| Malaysia     | 6    | 3 | 2 | 0 | 1 | 8  | 4  | +4 |
| Turkmenistan | 3    | 3 | 1 | 0 | 2 | 3  | 5  | -2 |
| Bangladesh   | 0    | 3 | 0 | 0 | 3 | 2  | 8  | -6 |

| Squadra      | Bahrein (bandiera) | Malaysia (bandiera) | Turkmenistan (bandiera) | Bangladesh (bandiera) |
| ------------ | ------------------ | ------------------- | ----------------------- | --------------------- |
| Bahrein      | —                  | —                   | 1 - 0                   | 2 - 0                 |
| Malaysia     | 1 - 2              | —                   | —                       | 4 - 1                 |
| Turkmenistan | —                  | 1 - 3               | —                       | —                     |
| Bangladesh   | —                  | —                   | 1 - 2                   | —                     |

### Girone F
| Squadra      | P.ti | G | V | P | S | GF | GS | DR  |
| ------------ | ---- | - | - | - | - | -- | -- | --- |
| Tagikistan   | 7    | 3 | 2 | 1 | 0 | 5  | 0  | +5  |
| Kirghizistan | 7    | 3 | 2 | 1 | 0 | 4  | 1  | +3  |
| Singapore    | 3    | 3 | 1 | 0 | 2 | 7  | 5  | +2  |
| Birmania     | 0    | 3 | 0 | 0 | 3 | 2  | 12 | -10 |

| Squadra      | Tagikistan (bandiera) | Kirghizistan (bandiera) | Singapore (bandiera) | Birmania (bandiera) |
| ------------ | --------------------- | ----------------------- | -------------------- | ------------------- |
| Tagikistan   | —                     | —                       | —                    | 4 - 0               |
| Kirghizistan | 0 - 0                 | —                       | 2 - 1                | —                   |
| Singapore    | 0 - 1                 | —                       | —                    | —                   |
| Birmania     | —                     | 0 - 2                   | 2 - 6                | —                   |

## Squadre qualificate
| Squadra             | Data di qualificazione certa      | Partecipante in quanto | Partecipazioni precedenti al torneo                                                     | Ultima presenza                           |
| ------------------- | --------------------------------- | --- | --------------------------------------------------------------------------------------- | ----------------------------------------- |
| Giappone            | 28 maggio 2021                    | Vincitore del Gruppo F del secondo turno di qualificazione                                                                   | 9 (1988, 1992, 1996, 2000, 2004, 2007, 2011, 2015, 2019)                                | Emirati Arabi Uniti 2019                  |
| Siria               | 7 giugno 2021                     | Vincitrice del Gruppo A del secondo turno di qualificazione                                                                  | 6 (1980, 1984, 1988, 1996, 2011, 2019)                                                  | Emirati Arabi Uniti 2019                  |
| Qatar               | 7 giugno 2021                     | Vincitore del Gruppo E del secondo turno di qualificazione                                                                   | 10 (1980, 1984, 1988, 1992, 2000, 2004, 2007, 2011, 2015, 2019)                         | Emirati Arabi Uniti 2019                  |
| Corea del Sud       | 9 giugno 2021                     | Vincitrice del Gruppo H del secondo turno di qualificazione                                                                  | 13 (1956, 1960, 1964, 1972, 1980, 1984, 1988, 1996, 2000, 2004, 2007, 2011, 2015, 2019) | Emirati Arabi Uniti 2019                  |
| Australia           | 11 giugno 2021                    | Vincitrice del Gruppo B del secondo turno di qualificazione                                                                  | 4 (2007, 2011, 2015, 2019)                                                              | Emirati Arabi Uniti 2019                  |
| Iran                | 15 giugno 2021                    | Vincitore del Gruppo C del secondo turno di qualificazione                                                                   | 14 (1968, 1972, 1976, 1980, 1984, 1988, 1992, 1996, 2000, 2004, 2007, 2011, 2015, 2019) | Emirati Arabi Uniti 2019                  |
| Emirati Arabi Uniti | 15 giugno 2021                    | Vincitori del Gruppo G del secondo turno di qualificazione                                                                   | 10 (1980, 1984, 1988, 1992, 1996, 2004, 2007, 2011, 2015, 2019)                         | Emirati Arabi Uniti 2019                  |
| Cina                | 4 giugno 2019, poi 15 giugno 2021 | Rappresentativa della nazione organizzatrice della fase finale, poi seconda nel Gruppo A del secondo turno di qualificazione | 12 (1976, 1980, 1984, 1988, 1992, 1996, 2000, 2004, 2007, 2011, 2015, 2019)             | Emirati Arabi Uniti 2019                  |
| Arabia Saudita      | 15 giugno 2021                    | Vincitrice del Gruppo D del secondo turno di qualificazione                                                                  | 10 (1984, 1988, 1992, 1996, 2000, 2004, 2007, 2011, 2015, 2019)                         | Emirati Arabi Uniti 2019                  |
| Iraq                | 15 giugno 2021                    | Secondo nel Gruppo D del secondo turno di qualificazione                                                                     | 9 (1972, 1976, 1996, 2000, 2004, 2007, 2011, 2015, 2019)                                | Emirati Arabi Uniti 2019                  |
| Oman                | 15 giugno 2021                    | Secondo nel Gruppo E del secondo turno di qualificazione                                                                     | 4 (2004, 2007, 2015, 2019)                                                              | Emirati Arabi Uniti 2019                  |
| Vietnam             | 15 giugno 2021                    | Secondo nel Gruppo G del secondo turno di qualificazione                                                                     | 4 (1956, 1960, 2007, 2019)                                                              | Emirati Arabi Uniti 2019                  |
| Libano              | 15 giugno 2021                    | Secondo nel Gruppo H del secondo turno di qualificazione                                                                     | 2 (2000, 2019)                                                                          | Emirati Arabi Uniti 2019                  |
| Giordania           | 14 giugno 2022                    | Vincitore del Gruppo A del terzo turno di qualificazione                                                                     | 4 (2004, 2011, 2015, 2019)                                                              | Emirati Arabi Uniti 2019                  |
| Indonesia           | 14 giugno 2022                    | Secondo nel Gruppo A del terzo turno di qualificazione                                                                       | 4 (1996, 2000, 2004, 2007)                                                              | Indonesia-Malesia-Thailandia-Vietnam 2007 |
| Palestina           | 14 giugno 2022                    | Vincitore del Gruppo B del terzo turno di qualificazione                                                                     | 2 (2015, 2019)                                                                          | Emirati Arabi Uniti 2019                  |
| Uzbekistan          | 14 giugno 2022                    | Vincitore del Gruppo C del terzo turno di qualificazione                                                                     | 7 (1996, 2000, 2004, 2007, 2011, 2015, 2019)                                            | Emirati Arabi Uniti 2019                  |
| Thailandia          | 14 giugno 2022                    | Secondo nel Gruppo C del terzo turno di qualificazione                                                                       | 7 (1972, 1992, 1996, 2000, 2004, 2015, 2019)                                            | Emirati Arabi Uniti 2019                  |
| India               | 14 giugno 2022                    | Vincitore del Gruppo D del terzo turno di qualificazione                                                                     | 4 (1964, 1984, 2011, 2019)                                                              | Emirati Arabi Uniti 2019                  |
| Hong Kong           | 14 giugno 2022                    | Secondo nel Gruppo D del terzo turno di qualificazione                                                                       | 3 (1956, 1964, 1968)                                                                    | Iran 1968                                 |
| Bahrein             | 14 giugno 2022                    | Vincitore del Gruppo E del terzo turno di qualificazione                                                                     | 7 (1988, 2000, 2004, 2007, 2011, 2015, 2019)                                            | Emirati Arabi Uniti 2019                  |
| Malaysia            | 14 giugno 2022                    | Secondo nel Gruppo E del terzo turno di qualificazione                                                                       | 3 (1976, 1980, 2007)                                                                    | Indonesia-Malesia-Thailandia-Vietnam 2007 |
| Tagikistan          | 14 giugno 2022                    | Vincitore del Gruppo F del terzo turno di qualificazione                                                                     | -                                                                                       | Esordiente                                |
| Kirghizistan        | 14 giugno 2022                    | Secondo nel Gruppo F del terzo turno di qualificazione                                                                       | 1 (2019)                                                                                | Emirati Arabi Uniti 2019                  |

Nota bene: nella sezione "partecipazioni precedenti al torneo", le date in grassetto indicano che la nazione ha vinto quella edizione del torneo, mentre le date in corsivo indicano la nazione ospitante.